# Moisés Simóns
Pour les articles homonymes, voir Simons.
Moisés Simóns (également orthographié Moïse ou Moyses Simons), de son vrai nom Moisés Simón Rodríguez, est un compositeur, pianiste et chef d'orchestre cubain, né à La Havane le 24 août 1889 et mort à Madrid le 28 juin 1945.
Sa chanson El manisero (1928) a été reprise par de nombreux artistes, parmi lesquels Mistinguett (La Rumba d'amour), Louis Armstrong, Judy Garland, Duke Ellington ou encore les Beatles (The Peanut Vendor).

## Biographie
Fils d'un musicien basque installé à Cuba, il apprend très jeune le piano et l'orgue. Il étudie plus tard la composition avec Fernando Carnicer. Chef d'orchestre au théâtre Marti puis au théâtre Albisu, il dirige principalement des zarzuelas, dont plusieurs de sa composition. Ses œuvres lui apportent une grande notoriété qui dépasse rapidement les frontières. Dans les années 1920, il entreprend plusieurs tournées avec son orchestre de jazz qui le mènent à New York, Paris et Madrid.
Il effectue parallèlement des recherches sur l’histoire de la musique cubaine et publie des articles dans des journaux et des magazines. Il devient président de l’Association of Musical Solidarity et directeur technique de la Society of Wind Orchestras.
Il s’installe à Paris en 1934, où il crée deux opérettes à succès, Toi, c'est moi (1934), Le Chant des tropiques (1936), puis la revue V'là le travail (1937), dans laquelle Jeanne Aubert interprète ... Sur la commode (qu'elle explicite dans le refrain en disant : « Mon cul »), à l'origine d'une expression populaire.
Au début de l'Occupation, il est arrêté par les nazis, qui le croient juif, et envoyé en camp de concentration. Il en sort en 1942 mais sa santé s'est dégradée. Après un retour à Cuba, il se rend à Tenerife, puis à Madrid pour superviser l'adaptation de Toi, c'est moi et composer la musique du film Bambú où figure sa dernière composition, Hoy como ayer. Il y meurt le 28 juin 1945[réf. nécessaire].

## Postérité
Le romancier Oscar Hijuelos s'est en partie inspiré de lui pour le personnage d'Israel Levis dans A Simple Habana Melody (2002).

## Œuvre

### Opérettes et revues
- 1934 : Toi, c'est moi, opérette en deux actes et 14 tableaux, livret de Henri Duvernois, lyrics d'Albert Willemetz, Marcel Bertal, Louis Maubon et R. Chamfleury, théâtre des Bouffes-Parisiens, 19 septembre 1934[4]
- 1936 : Le Chant des tropiques, opérette en deux actes et 14 tableaux, livret de Louis Sauvat et R. Chamfleury, théâtre de Paris, 4 octobre 1936[5]
- 1937 : V'là l'Travail !, revue, livret de Rip et Albert Willemetz, créée au théâtre des Nouveautés[6]

### Filmographie
En tant que compositeur
- 1935 : Jeunes Filles à marier de Jean Vallée
- 1936 : Toi, c'est moi de René Guissart
- 1938 : Lumières de Paris de Richard Pottier[7]

Source : BiFi

### Source partielle
- (en) Cet article est partiellement ou en totalité issu de l’article de Wikipédia en anglais intitulé « Moisés Simons » (voir la liste des auteurs).